# Chromis nigroanalis
Chromis nigroanalis là một loài cá biển thuộc chi Chromis trong họ Cá thia. Loài này được mô tả lần đầu tiên vào năm 1988.

## Từ nguyên
Từ định danh nigroanalis được ghép bởi hai âm tiết trong tiếng Latinh: nigro ("đen") và analis ("hậu môn"), hàm ý đề cập đến vệt đen chiếm phần lớn vây hậu môn của loài cá này.

## Phạm vi phân bố và môi trường sống
C. nigroanalis được ghi nhận ở ngoài khơi Kenya, Maldives và quần đảo Seribu (biển Java, Indonesia), được thu thập trên những rạn san hô viền bờ ở độ sâu khoảng 20–40 m.

## Mô tả
C. nigroanalis có chiều dài cơ thể lớn nhất được ghi nhận là 12 cm. Cơ thể có màu xanh lam xám. Vây hậu môn có một vệt đen bao phủ phần lớn vây. Hai thùy đuôi được viền đen. Mống mắt màu vàng.
Số gai ở vây lưng: 13; Số tia vây ở vây lưng: 11–12; Số gai ở vây hậu môn: 2; Số tia vây ở vây hậu môn: 11–12; Số gai ở vây bụng: 1; Số tia vây ở vây bụng: 5.

## Sinh thái học
Thức ăn của C. nigroanalis là động vật phù du. Cá đực có tập tính bảo vệ và chăm sóc trứng; trứng có độ dính và bám vào nền tổ.